# Helena Wyckaert
Helena Wyckaert (Wilrijk, 21 november 1993) is een Belgisch tennisster en padelster.

## Levensloop
Wyckaert was aanvankelijk actief in het tennis. Omstreeks 2016 maakte ze de overstap naar het padel. Met deze racketsport kwam ze in aanraking door haar zus Elizabeth.
In 2016 maakte ze voor het eerst deel uit van de Belgische selectie. Ze nam dat jaar met het  Belgisch team onder meer deel aan het wereldkampioenschap in het Portugese Cascais. Op het wereldkampioenschap van 2022 te Dubai behaalde ze met de Belgische equipe een vierde plaats.
Wyckaert was woonachtig in Bonheiden en Mechelen. Om zich te verbeteren in het padel verbleef ze twee jaar in Madrid. Deze stad verliet ze tijdens de COVID-19 pandemie. Ze baat drie padelscholen uit, deze zijn gelegen te Edegem, Boechout en Essen.